# 에셜론
에셜론(ECHELON)은 UKUSA 협정에 따른 파이브 아이즈(Five Eyes) 국가, 곧 오스트레일리아, 캐나다, 뉴질랜드, 영국 그리고 미국이 운영하는 통신 감청 및 신호정보 수집 분석 네트워크를 지칭하는 용어이다.
냉전 시대인 1960년대 소비에트 연방과 그 동맹국의 군사 및 외교 통신을 감청하기 위해 처음 만들어졌으며, 동구권 붕괴 이후로는 테러 모의, 마약 거래, 전 국가의 군사 및 외교 통신을 감청한다고 전해진다.
이 시스템이 대중에 알려진 것은 몇몇 잡지에 의해서였는데, 최초로 이를 공개한 것은 1988년에 나온 영국의 시사 주간지 《뉴 스테이츠먼》의 "Someone's Listening."이었으며, 이후 유럽 의회 위원회의 2001년 자료에 의해서도 보고되었다.
해당 보고에 따르면, 에셜론은 전 세계의 전화 통화, 팩스, 이메일 등의 정보 통신을 감청할 수 있는 능력을 지니고 있다고 알려졌다.

## 조직
UKUSA 정보 공동체는 유럽 의회와 각 회원국의 정보기관(미국의 NSA, 영국의 정부통신본부, 캐나다의 통신안보부, 오스트레일리아의 방위신호이사회, 뉴질랜드의 정부통신안보국)이 통제하고 있다. 유럽 의회는 에셜론이 정보 분석보다는 신호 수집 수단에 더 가깝다고 판명했다.

## 능력

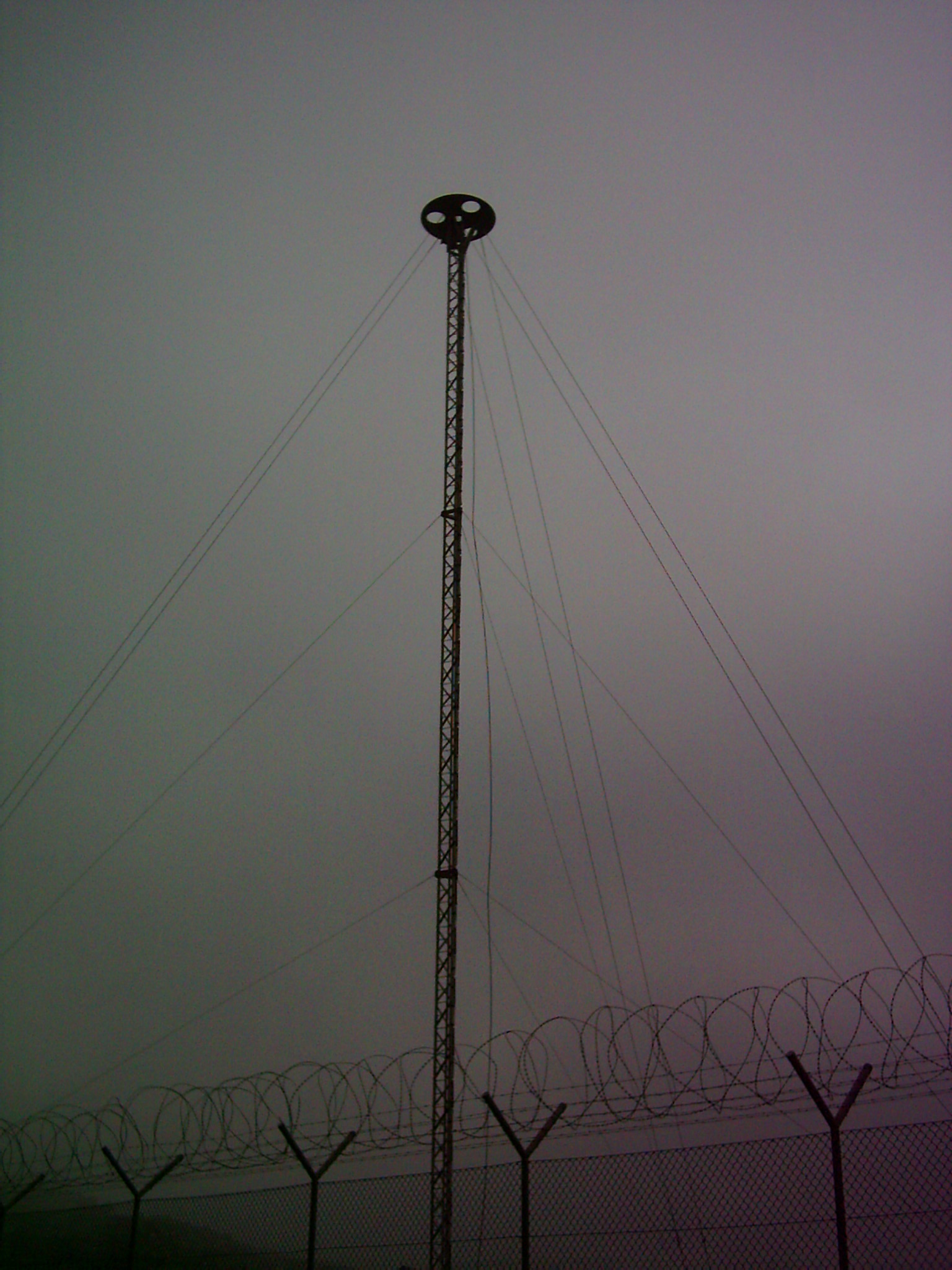
에셜론 정보수집기지로 이용했던 남아프리카 공화국 희망봉의 실버마인 기지의 안테나.

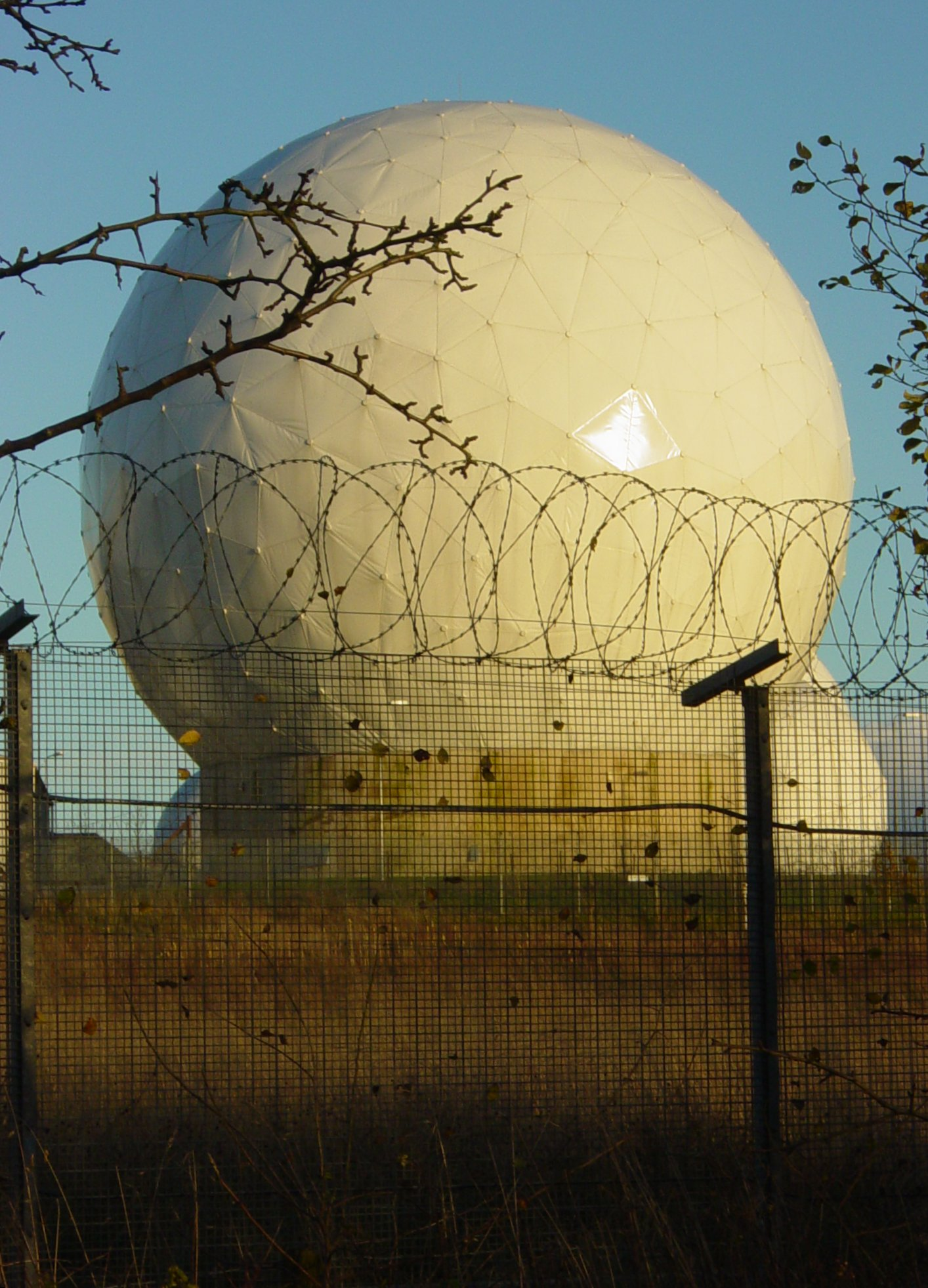
에셜론이 위성으로부터 자료를 다운링크할 때 사용된다고 의심을 받는 영국 멘위드 힐 기지의 레이돔

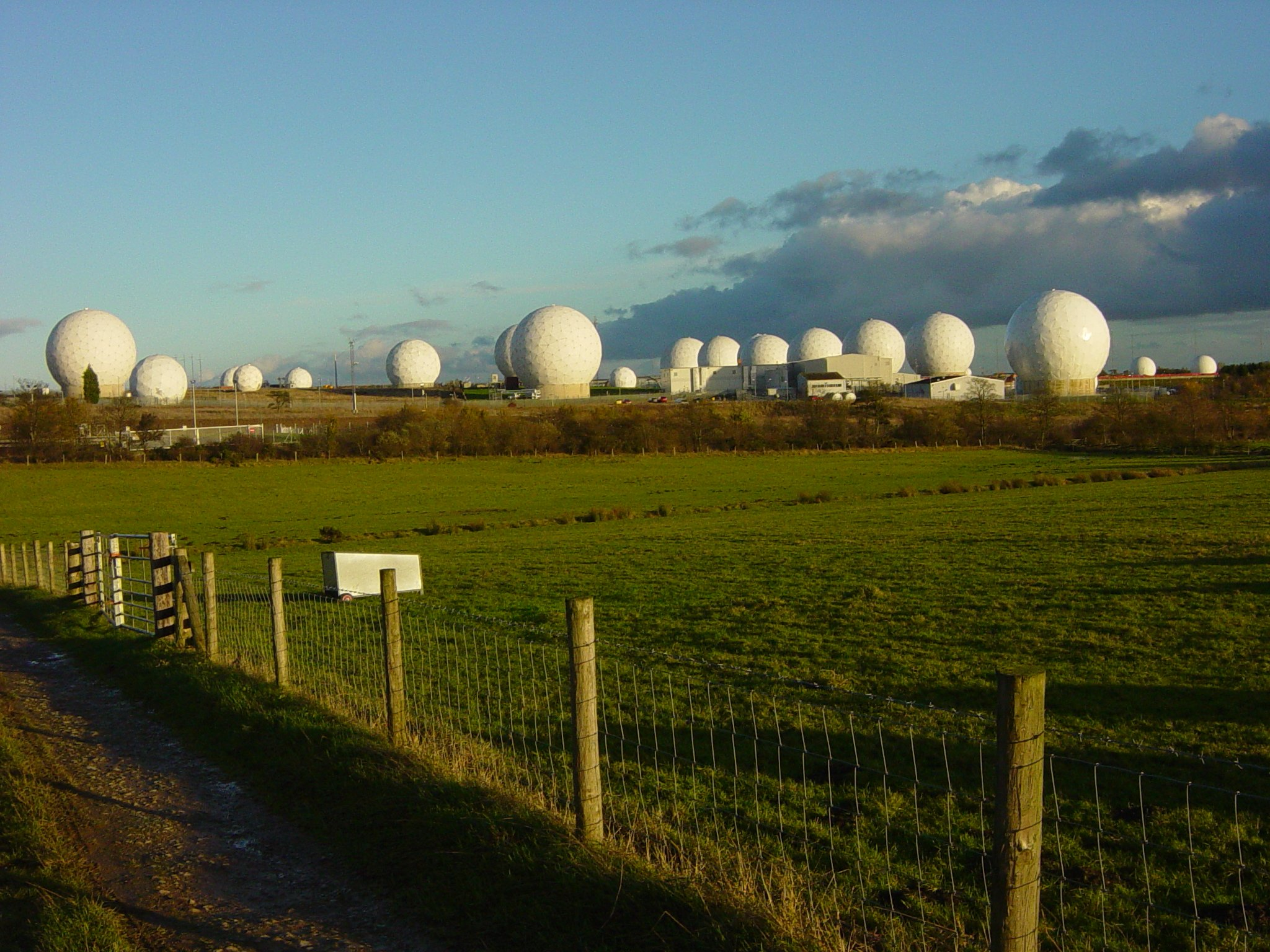
멘위드 힐 기지

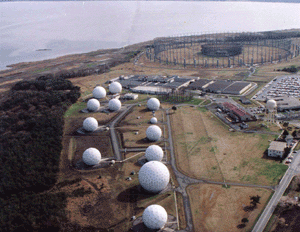
미사와 공군기지 안보 작전 센터

통신 감청 능력은 통신 방식(전파, 위성, 광섬유 등)이 무엇이냐에 따라서 다르다. 1940년대와 1950년대에는 군사 및 외교 통신에 고주파 무선통신을 주로 사용하였으며, 이는 여러 방법으로 감청이 가능했다. 1960년대 정지궤도 통신위성의 발전은 전 세계를 감청할 수 있는 새로운 수단을 제공했다. 유럽 의회의 2001년 보고서에는 '에셜론이 지구 주요 지역에 감청 기지를 설치하여 활용한다면, 이론적으로 그들은 모든 통신을 감청 할 수 있다'고 적혀있다.
위성의 통신 방식 중 각 지점을 연결하여 음성 및 데이터를 전송하는 방식은 대부분 광섬유로 대체되었다. 2006년에는 장거리 음성 및 데이터 트래픽 중 99%가 광섬유로 이루어졌다. 이러한 통신 방식은 지구 상의 기지로써는 도청하기가 힘들며, 회선 자체를 도청하거나, 송수신자를 직접 잇는 극초단파 신호에 간섭함으로써 부분적으로만 도청이 가능하다.
이러한 통신을 감청하기 위한 방법 중 하나는 광섬유가 위치한 곳에 감청 장비를 설치하는 것이다. 인터넷의 경우 상대적으로 적은 지점에서 교환의 거의 대부분이 이루어진다. 예전에는 거의 대부분의 인터넷 트래픽은 미국, 영국을 통해 거쳐갔기 때문에 도청이 쉬웠으나, 이 상황은 바뀌어, 예를 들면 독일의 인터넷 트래픽 중 95%는 프랑크푸르트의 DE-CIX IXP(Internet Exchange Point)를 통과하기 때문에, 전 세계의 모든 통신을 감청하는 네트워크를 구축하기 위해서는 동맹국가 내에 비밀 감청 기지를 설치하거나, 동맹국의 협조를 얻어내지 않고는 불가능하다.
에셜론에 대한 대부분의 보고는 위성 통신 감청에 대한 것이지만, 유럽 의회의 보고서로 에셜론의 존재가 알려지기 전에도 해저 케이블, 극초단파 통신 및 타 회선들에 대한 감청을 맡고있는 에셜론과 별개의 UKUSA의 정보 수집 시스템이 있다는 증언이 있다.
에셜론 프로젝트는 NSA가 주도적으로 운영해온 전세계 통신감청 시스템을 일컫는 말이다. 전화, 팩시밀리, 이메일, 인터넷 다운로드, 위성 통신 등 하루에만 30억 통화를 감청할 수 있는 것으로 알려져 있다. 전세계 통신을 모두 집어삼키다시피 하는 블랙홀이라 부를 만하다. 에셜론 프로젝트는 1947년 영국과 미국의 비밀협정인 ‘UKUSA 협정’에 따라 1차 가입국인 영국과 미국외에 호주, 뉴질랜드, 캐나다 등 앵글로색슨계 3개국을 참여국(제2차 가입국)으로 해 시작됐다. 이후 북대서양조약기구(NATO)를 포함해 한국, 일본, 터키(제3차 가입국) 등이 가입했다. 이 가운데 1·2차 가입국은 에셜론의 모든 감청 정보를 제공받지만 3차 가입국의 경우 이전에 가입한 5개국과 달리 정보접근이 제한적인 것으로 알려져 있다. 에셜론은 그 존재 자체가 극비에 부쳐져 있었으나 99~2000년 호주 정보기관의 시인과 영국 언론의 추적 보도 등으로 그 실체가 드러나게 됐다.
에셜론은 전세계 모든 국가의 행정부와 각종 조직, 그리고 기업 등 비군사적 목표물을 상대로 만들어졌다는 것이 특징이다. 이를 통해 NSA는 전화, 팩스, 전자우편은 물론 항공기 및 함정의 전파 등 지구상의 모든 신호정보(SIGINT)를 추적, 수집할 수 있다. 예컨대 누군가가 인터넷 메일이나 전화로 ‘폭탄’(Bomb) 등의 단어를 사용하게 되면 즉각 에셜론의 추적 대상이 되며, 이 정보는 미 첩보위성을 통해 NSA본부가 있는 미 메릴랜드주 포트 미드로 보내져 슈퍼 컴퓨터 등을 통해 분석된다.

## 논쟁
몇몇 비평가들은 이 시스템이 원래의 목적 외에도 대규모 강도, 국제적 경제 정탐, 사생활 침해 등에 사용된다고 주장하고 있다. 영국의 언론인 던컨 캠벨과 뉴질랜드의 언론인 니키 해거는 1990년대 미국이 에셜론을 군사 및 외교 목적보다는 산업 정탐을 하는데 이용했다고 주장했다.
2001년, 에셜론 도청 시스템의 임시 위원회는 유럽 의회에게 회원국의 국민들의 사생활을 보호하기 위해서 통신에 암호문을 사용할 것을 권장했다.
니키 해거의 책 "비밀 속의 권력"에는 제3가입국(Third Party member)이라는 또 다른 존재가 등장한다. 5개 동맹국 외의 협력국이 있다는 것이다. 거기에 언급된 나라들은 독일·일본·노르웨이·터키, 그리고 한국이라고 전해지고 있다.

## 지상 기지
2001년, 유럽 의회의 보고서에는 에셜론 네트워크에 속해있거나 참여했을 가능성이 있는 지상 기지들의 목록이 담겨있다. 내용은 아래와 같다.

### 위성 도청의 가능성이 있는 기지
- 홍콩(현재 폐쇄)
- 호주 방어 위성 통신 기지 - 오스트레일리아 웨스턴오스트레일리아주
- 멘위드 힐(Menwith Hill) 기지 - 영국 요크셔
- 미사와 공군 기지 - 일본
- GCHQ 모웬스토(Morwenstow) 기지 - 영국 콘월주
- 파인 갭(Pine Gap) 기지 - 오스트레일리아 노던 준주
- 슈거 그루브(Sugar Grove) 기지 - 미국 웨스트버지니아주
- 야키마 훈련센터 - 미국 워싱턴주
- GCSB 와이호파이 - 뉴질랜드

### 그 외 잠재적으로 관련된 기지들
- 아이오스 니콜라오스 기지 - 키프로스
- 배드 에이블링(Bad Aibling) 기지 - 독일 배드 에이블링(그리스하임(Griesheim)으로 2004년 이전)
- 버클리(Buckley) 공군기지 - 미국 콜로라도주 오로라
- 포트 고든(Fort Gordon) - 미국 조지아주
- 갠더(Gander) 기지 - 캐나다 뉴펀들랜드 래브라도주
- 괌 기지 - 미국 태평양
- 쿠니아(Kunia) 기지 - 미국 하와이주
- 라이트림(Leitrim) 기지 - 캐나다 오타와
- 래클랜드(Lackland) 공군기지 내 메디나 아넥스(Medina Annex) - 미국 텍사스주

## 같이 보기
- 지상국
- 첩보선(간첩선)
- 음모론
- 그림자 정부
- “エシュロン”. 《ウィキペディア (Japanese version of Wikipedia has more information on Echelon.)》.